# Rio Coşava Mică
O Rio Coşava Mică é um rio da Romênia, afluente do Coşava, localizado no distrito de Caraş-Severin.